# Cal Smith
Calvin Grant Shofner mais conhecido como Cal Smith (Gans, 7 de abril de 1932 — Branson, 10 de outubro de 2013) foi um cantor americano de música country.